# Accord de coopération renforcée en matière de défense
L'Accord de coopération renforcée en matière de défense (Enhance Defence Cooperation Agreement, EDCA) est un traité international entre les États-Unis et les Philippines destiné à renforcer l'alliance américano-philippine. L'accord autorise les États-Unis à envoyer des troupes aux Philippines pour des séjours prolongés et permet aux États-Unis de construire et d'exploiter des installations sur des bases philippines pour les forces américaines et philippines. Les États-Unis ne sont pas autorisés à établir des bases militaires permanentes. Les Philippines ont accès au personnel des navires et des avions américains. Cet accord a fait l'objet de critiques de la part de certains groupes de gauche aux Philippines,,.
L'EDCA est un accord complémentaire à l' accord précédent sur les forces en visite. L'accord a été signé par le secrétaire philippin à la Défense Voltaire Gazmin et l'ambassadeur américain aux Philippines Philip Goldberg à Manille le 28 avril 2014, précédant une visite du président américain Barack Obama avec le président philippin Noynoy Aquino le même jour. Le 12 janvier 2016, la Cour suprême des Philippines a confirmé la constitutionnalité de l'accord par 10 voix contre 4. Le 26 juillet 2016, la Cour suprême des Philippines a statué définitivement que l'accord était constitutionnel.
Evan S. Medeiros, ancien directeur principal des affaires asiatiques du Conseil national de sécurité des États-Unis, a déclaré dans le Washington Post : « Il s'agit de l'accord de défense le plus important que nous ayons conclu avec les Philippines depuis des décennies ».

## Arrière-plan
Depuis plus d’un siècle, les Philippines jouent un rôle important dans la stratégie de défense américaine. Actuellement, les Philippines sont un « allié majeur non-membre de l'OTAN » des États-Unis.
Les États-Unis ont acquis les Philippines à l'Espagne après la guerre hispano-américaine de 1898, puis ont mené la guerre américano-philippine contre les révolutionnaires philippins pour assurer leur domination. Après les deux guerres, les Philippines étaient un territoire des États-Unis de 1898 à 1946. Les États-Unis ont accordé l'indépendance aux Philippines en 1946.
Un Traité de défense mutuelle a été signé en 1951 et ratifié en 1952 par les gouvernements des États-Unis et des Philippines. L'objectif du Traité était de « renforcer le tissu de la paix » dans le Pacifique, en adoptant formellement un accord pour défendre le territoire de chacun en cas d'attaque extérieure. Conformément à ce traité, les États-Unis ont maintenu plusieurs bases militaires aux Philippines, dont la base navale de Subic Bay et la base aérienne Clark. En 1992, les bases ont été fermées après que le Sénat philippin a rejeté, par un vote serré, un traité qui aurait prolongé le bail des bases. Le traité a été rejeté en raison de la réticence des États-Unis à fixer un calendrier ferme pour le retrait des troupes et à garantir qu'aucune arme nucléaire ne transiterait par la base.
L'Accord sur les forces en visite entre les Philippines et les États-Unis (Visiting Forces Agreement, VFA) a été signé par les gouvernements des Philippines et des États-Unis en 1998 et est entré en vigueur en 1999. Il s'agit du premier accord militaire depuis la fermeture des bases américaines en 1992. Le VFA a défini un ensemble de lignes directrices pour la conduite et la protection des troupes américaines en visite aux Philippines. L'accord stipulait également les termes et conditions permettant aux militaires américains de traverser ou d'atterrir sur le territoire philippin. Le VFA est un accord de réciprocité dans le sens où il définit non seulement les lignes directrices pour les troupes américaines en visite aux Philippines, mais également pour les troupes philippines en visite aux États-Unis.
La signature du VFA a conduit à la mise en place d'exercices militaires bilatéraux annuels entre les États-Unis et les Philippines, connus sous le nom de Balikatan (« épaule contre épaule ») , ainsi qu'à diverses autres mesures de coopération. Ces exercices sont structurés pour maintenir et développer les relations de sécurité entre les forces armées des deux pays à travers une planification d'action en cas de crise, une formation renforcée pour mener des opérations antiterroristes et la promotion de l'interopérabilité des forces.
Au fil des années, les exercices se sont étendus à d'autres pays voisins d'Asie du Sud-Est. Ces exercices de formation ont également eu une orientation changeante. Durant la « guerre contre le terrorisme » menée par les États-Unis, les exercices annuels Balikatan se sont concentrés sur la formation aux missions antiterroristes. En 2012, le sceau de l'ambassade des États-Unis à Manille a été dégradé par des étudiants militants pour protester contre les exercices.

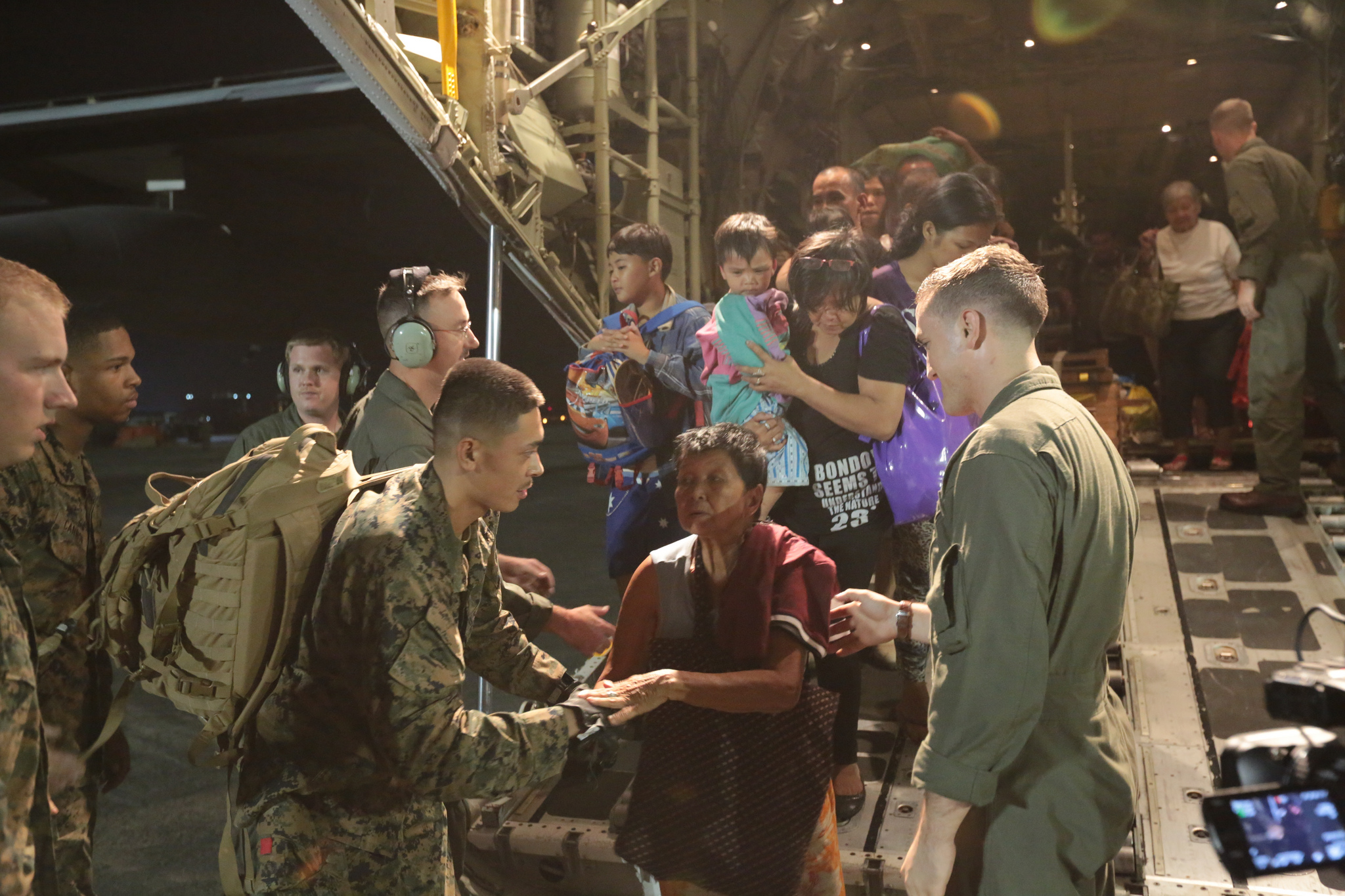
Des Marines américains participent aux efforts de secours à la suite du typhon Haiyan, novembre 2013

Les secours en cas de catastrophe et la réponse aux crises sont depuis devenus des axes importants des relations de sécurité entre les États-Unis et les Philippines et un moteur clé de l’accord EDCA. Les Marines américains ont été parmi les premiers à arriver aux Philippines après le typhon Haiyan qui a frappé les Philippines le 8 novembre 2013. À la demande immédiate du gouvernement philippin, les agences de secours américaines et internationales sont arrivées trois jours après la tempête pour apporter aide et assistance aux milliers de blessés et de sans-abri. Le gouvernement des États-Unis a fourni une aide de plus de 37 millions de dollars.

## Résumé de l'accord
Selon l'ambassadeur Goldberg, l'objectif de l'EDCA est « de promouvoir la paix et la sécurité dans la région ». Tout en prévoyant de nouvelles mesures de coopération en matière de défense, l’accord permet également aux États-Unis de réagir plus rapidement aux catastrophes environnementales et humanitaires dans la région.
Conçu pour compléter le Traité de défense mutuelle de 1951 et l'Accord sur les forces en visite de 1999, l'EDCA réaffirme la coopération mutuelle entre les États-Unis et les Philippines pour développer leurs capacités individuelles et collectives à résister aux attaques armées en : améliorant l'interopérabilité des forces armées des deux pays, en favorisant la modernisation à long terme, en aidant à maintenir et à développer la sécurité maritime et en élargissant l’aide humanitaire en réponse aux catastrophes naturelles.
L'accord permet aux forces et sous-traitants américains d'opérer à partir de « emplacements convenus » (voir la section Emplacements convenus ci-dessous). Bien qu'aucun emplacement spécifique ne soit indiqué dans le corps principal de l'accord initial, ils sont définis comme suit : « les installations et les zones fournies par le gouvernement des Philippines par l'intermédiaire des forces armées des Philippines et que les forces des États-Unis, leurs sous-traitants, et d'autres personnes convenues d'un commun accord, auront le droit d'accès et d'utilisation conformément au présent Accord ». L'accord « codifie les conditions d'une coopération militaire limitée entre les Philippines et les États-Unis ». Il confie tous les contrôles opérationnels de ces « emplacements convenus » aux États-Unis et permet aux forces américaines de prépositionner et de stocker du matériel, des équipements et des fournitures de défense[réf. nécessaire]. L'Accord indique clairement que ce matériel ne peut pas inclure d'armes nucléaires.
L'EDCA est en vigueur pour une période initiale de dix ans, et par la suite, il demeurera en vigueur à moins qu'il n'y soit mis fin par l'une ou l'autre des Parties en donnant un préavis écrit d'un an par la voie diplomatique de son intention de mettre fin à l'accord (Article XII, Sec. 4 de l'EDCA). Même si les forces américaines peuvent exercer un contrôle opérationnel, envoyer des troupes et du matériel, construire des installations et être hébergées dans certains emplacements convenus, les Philippines conserveront toujours la propriété des emplacements convenus (Article V, Sec. 1 de l'EDCA). Il est important de noter que les États-Unis ne sont pas autorisés à établir de bases militaires permanentes et doivent remettre toutes les installations situées dans les « emplacements convenus » au gouvernement philippin à la fin de l'accord.
L'accord stipule également que les États-Unis ne sont pas autorisés à stocker ou à positionner des armes nucléaires sur le territoire philippin.

## Mise en œuvre
En avril 2015, le gouvernement des États-Unis a demandé l'accès à huit bases aux Philippines, dont l'ancienne base navale américaine de Subic Bay et la base aérienne Clark, ainsi qu'à des emplacements à Luçon, Cebu et Palawan.
Le 19 mars 2016, les Philippines et le gouvernement des États-Unis se sont mis d'accord sur 5 emplacements de bases militaires pour les troupes américaines dans le cadre de l'EDCA: 
- Base aérienne Antonio Bautista (Palawan)
- Base aérienne de Basa (Pampanga)
- Base aérienne Benito Ebuen (Cebu)
- Fort Magsaysay (Nueva Ecija)
- Aéroport de Lumbia (Cagayan de Oro)

La mise en œuvre de l’EDCA a connu des retards au cours du mandat du président Rodrigo Duterte, du 30 juin 2016 au 30 juin 2022, qui a exprimé à plusieurs reprises son mépris pour les États-Unis. Cependant, le 30 janvier 2019, les États-Unis et les Philippines ont officiellement activé le premier grand projet dans le cadre de l’EDCA. Le secrétaire à la Défense Delfin Lorenzana et l'ambassadeur américain Sung Kim ont présidé la cérémonie d'inauguration d'un entrepôt d'aide humaine et de secours en cas de catastrophe sur la base aérienne de Basa, dans la province de Pampanga.
En novembre 2022, le ministère de la Défense nationale a publié une déclaration disant : « Le Ministère s'engage à accélérer la mise en œuvre de l'EDCA en concluant des projets d'amélioration et de réparation des infrastructures, en développant de nouveaux projets d'infrastructure sur les sites EDCA existants et en explorant de nouveaux emplacements qui construiront une posture de défense mutuelle plus crédible ». Cela permettra aux troupes américaines de rester dans le pays pendant une période prolongée. Cinq sites supplémentaires étaient envisagés, un dans chacune des provinces de Palawan, Zambales et Isabela, et deux dans la province de Cagayan.
Le 2 février 2023, quatre emplacements supplémentaires de bases militaires ont été désignés dans le cadre de l'EDCA. Le 3 avril 2023, les emplacements des quatre nouveaux sites EDCA ont été annoncés: 
- Île Balabac (Palawan)
- Camp Melchor Dela Cruz (Gamu, Isabela)
- Aéroport de Lal-lo ( Lal-lo, Cagayan)
- Base navale Camilo Osias (Santa Ana, Cagayan)

Les gouverneurs d'Isabela et de Cagayan, qui hébergent ensemble trois des bases, ont exprimé leur consternation face à l'accord, déclarant qu'ils n'avaient pas été consultés sur les sites et ne voulaient pas que leurs provinces paient trop cher pour l'amélioration des infrastructures ou deviennent des cibles potentielles pour les attaque nucléaire chinoises.

## Voir également
- Balikatan
- Traité de défense mutuelle entre les États-Unis et les Philippines